# Egle (nome)
Egle  è un nome proprio di persona italiano femminile.

## Varianti
- Femminili: Egla[1], Ecle[4]
  - Alterati: Eglina[2], Eglice[2]

### Varianti in altre lingue
- Esperanto: Eglo
- Francese: Églé
- Greco antico: Αἴγλη (Àiglē)
- Latino: Aegle
- Lituano: Eglė, Aiglė
- Polacco: Ajgle
- Russo: Эгла (Ėgla)
- Ucraino: Егла (Egla)

## Origine e diffusione
Deriva dal greco Αἴγλη (Àiglē), latinizzato in Aegle, basato su aglaio o aigle ("splendore", "luce", "fulgore"), la stessa radice da cui deriva anche il nome Aglaia. Il suo significato può essere interpretato come "splendente", "fulgida".
È portato da numerosi personaggi della mitologia greca fra cui una figlia di Elio e sorella di Fetonte e una delle Esperidi, Egle; è stato riportato in voga durante il Rinascimento.
Non va confuso con Eglė, un nome lituano che è quasi suo omografo.

## Onomastico
Il nome è adespota non essendovi sante che lo abbiano portato. L'onomastico si può festeggiare il 1º novembre per la festa di Ognissanti.

## Persone
- Egle Marini, artista, pittrice e poetessa italiana
- Egle Rizzo, scrittrice italiana
- Egle Sommacal, chitarrista italiano